# Потапов, Максим Геннадьевич
Максим Геннадьевич Потапов (25 мая 1980, Воронеж, СССР) — российский хоккеист, нападающий. Воспитанник воронежского хоккея. Тренер СДЮШОР московского Динамо.

## Карьера
Начал карьеру в 1997 году в составе клуба QMJHL «Шербрук Фоконс», который в том же году выбрал его в 1 раунде под общим 10 номером на драфте Канадской хоккейной лиги. В дебютном сезоне провёл 64 матча, в которых набрал 51 (21+30) очко. В последующих сезонах продолжил увеличивать свою результативность, в итоге за три года в клубе набрав 201 (75+126) очко в 189 матчах.
Конец сезона 1999/2000 провёл в родном ХК «Воронеж», однако перед стартом нового сезона вновь вернулся в Северную Америку. В сезоне 2000/01 провёл в общей сложности 16 матчей в составе клубов «Детройт Вайперз» и «Джонстаун Чифс», после чего вернулся в Россию, подписав контракт с ярославским «Локомотивом». В основном составе провёл лишь одну встречу и после окончания сезона заключил соглашение с нижегородским «Торпедо», в 48 играх набрал 15 (7+8) очков. Перед стартом сезона 2002/03 подписал контракт с московским «Спартаком». В новом клубе игра не задалась, в составе клуба провел 11 игр, и далее в середине сезона перешёл в пермский «Молот-Прикамье», где в оставшихся 32 матчах набрал 14 (5+9) баллов. В 2003 году Потапов вернулся в «Торпедо», которое в том же сезоне покинуло элитный дивизион российского хоккея.
В двух последующих сезонах в Высшей лиге постепенно завоевал роль основного форварда клуба, в 121 проведённом матче набрав 53 (20+33) очка, поэтому перед началом сезона 2006/07 руководство нижегородского клуба приняло решение продлить соглашение с игроком ещё на три года. Потапов сумел улучшить свою результативность, записав на свой счёт 48 (16+32) очков в 54 встречах, внеся свой вклад в возвращение клуба в Суперлигу.
После одного сезона в РХЛ Потапов вместе с командой дебютировал в Континентальной хоккейной лиге. Перед началом сезона 2009/10 продлил соглашение с «Торпедо» ещё на два года, в течение которых он отметился 36 (11+25) набранными очками в 94 играх. 3 мая 2011 года подписал новый контракт с клубом на один сезон.

## Статистика
| Легенда | Легенда                    | Легенда | Легенда                   | Легенда | Легенда    |
| ------- | -------------------------- | ------- | ------------------------- | ------- | ---------- |
| И       | Количество проведённых игр | Штр     | Штрафное время            | +/−     | Плюс-минус |
| Г       | Голы                       | П       | Голевые передачи          | О       | Очки       |
| -       | Статистика неизвестна      | —       | Статистика не учитывалась |         |            |

### Клубная карьера
- a В этом сезоне в «Плей-офф» учитывается статистика игрока в Кубке Надежды.